# عبد الواحد سهيل
عبد الواحد سهيل (1946، الدار البيضاء) عين في 1998 رئيساً مديرا عاما للقرض العقاري والسياحي، في 3 يناير 2012 عين وزيرا للتشغيل والتكوين المهني في حكومة بنكيران.

## مسيرته

### مسيرته البنكية
سنة 1967 عمل متدرب بإدارة البنك المغربي للتجارة الخارجية. وبعد دورات تدريبية لاستكمال التكوين في الأبناك الأوربية، أسندت له، على مدى ثلاثين سنة داخل البنك المغربي للتجارة الخارجية العديد من المسؤوليات في تسيير وتنشيط عدد من الشبكات الجهوية للوكالات البنكية.
ومنذ يونيو 1996 أسندت له مهمة الإدارة العامة للاستغلال على رأس شبكة تضم زهاء 180 وكالة يعمل بها أزيد من 2000 مستخدم.

### مسيرته السياسية
هو عضو بالمكتب السياسي لحزب التقدم والاشتراكية، بعد الانتخابات البرلمانية المغربية سنة 2011 وتشكيل التحالف الحكومي، عينه الملك محمد السادس يوم الثلاثاء 3 يناير 2012 وزيرا للتشغيل والتكوين المهني.